# Octeville
Octeville è una località e un comune francese soppresso situato nel dipartimento della Manica nella regione della Normandia.

## Storia
Dal 28 febbraio 2000 è stato assorbito dal comune di Cherbourg, che ha assunto il nome di Cherbourg-Octeville. Nella stessa occasione nel nuovo comune è stato creato il cantone di Cherbourg-Octeville-Sud-Ovest poi soppresso nel 2014 con la riforma complessiva dei cantoni francesi.